# Distrito electoral federal 1 de Nuevo León
El I Distrito Electoral Federal de Nuevo León es uno de los 300 distritos electorales en los que se encuentra dividido el territorio de México para la elección de diputados federales y uno de los 14 que corresponden al estado de Nuevo León. Su cabecera es la ciudad de Santa Catarina y su actual representante es el panista Héctor Castillo Olivares.
El distrito se encuentra en la parte poniente de la zona metropolitana de Monterrey y lo forman íntegramente los municipios de San Pedro Garza García y Santa Catarina. La población que en él habita asciende a los 392 035 habitantes, mientras que el número total de electores es de 293 904. Su extensión es de 1 053,5 kilómetros cuadros.

## Distritaciones

### Distritación 1978 - 1996
Con la distritación de 1978, este distrito fue conformado por una fracción del municipio de Monterrey, siendo esa misma ciudad su cabecera. Los municipios de San Pedro Garza García y Santa Catarina que actualmente forman parte de este distrito pertenecían durante estos años a los distritos federales 7 y 11, respectivamente.

### Distritación 1996 - 2005
Entre 1996 y 2005 el distrito fue formado por los municipios del oeste y norte del estado, siendo éstos Anáhuac, Bustamante, García, San Pedro Garza García, Lampazos de Naranjo, Mina y Santa Catarina. Su cabecera es, desde entonces, Santa Catarina. Anterior a esta distritación, los municipios de Anáhuac, Bustamante, Lampazos de Naranjo y Mina, formaban parte del distrito federal 6, mientras que los municipios de García y San Pedro Garza García pertenecían al distrito federal 7, y Santa Catarina al distrito federal 11.

### Distritación 2005 - 2017
En 2005 el distrito fue conformado exclusivamente por los municipios de  San Pedro Garza García y Santa Catarina, composición que mantiene a la actualidad. Su cabecera se mantuvo en Santa Catarina. Los municipios de Anáhuac, Bustamante, García, Lampazos de Naranjo y Mina pasaron a formar parte del distrito federal 12.

### Distritación 2017 - actualidad
Con la redistritación de 2017, el distrito no fue modificado en su composición ni en su cabecera por lo que mantiene la distritación de 2005.

## Diputados por el distrito
| Diputado | Diputado                           | Legislatura                                   | Período                                             | Partido                              |
| -------- | ---------------------------------- | --------------------------------------------- | --------------------------------------------------- | ------------------------------------ |
|          | José Silvestre Aramberri Lavín     | I                                             | 8 de octubre de 1857 - 19 de diciembre de 1857      |                                      |
|          | Simón de la Garza Melo             | II                                            | 9 de abril de 1861 - 25 de abril de 1863            |                                      |
| III      | Simón de la Garza Melo             | 20 de octubre de 1863 - 1865                  |                                                     |                                      |
| IV       | Simón de la Garza Melo             | 8 de diciembre de 1867 - 29 de mayo de 1869   |                                                     |                                      |
|          | Cayetano Treviño                   | V                                             | 23 de septiembre de 1869 - 31 de abril de 1871      |                                      |
|          |                                    | VI                                            | 13 de septiembre de 1871 - 15 de septiembre de 1873 |                                      |
|          | José de Jesús Dávila y Prieto      | VII                                           | 16 de septiembre de 1873 - 10 de septiembre de 1875 |                                      |
|          |                                    | VIII                                          | 10 de septiembre de 1875 - 15 de septiembre de 1878 |                                      |
|          | Emilio Cárdenas                    | IX                                            | 16 de septiembre de 1878 - 26 de mayo de 1880       |                                      |
|          | Ramón Treviño Cantú                | X                                             | 16 de septiembre de 1881 - 15 de septiembre de 1882 |                                      |
|          | Emeterio de la Garza               | XI                                            | 16 de septiembre de 1882 - 31 de mayo de 1884       |                                      |
| XII      | Emeterio de la Garza               | 15 de septiembre de 1884 - 31 de mayo de 1886 |                                                     |                                      |
|          | Pedro J Morales                    | XIII                                          | 15 de septiembre de 1886 - 31 de mayo de 1888       |                                      |
| XIV      | Pedro J Morales                    | 15 de septiembre de 1888 - 31 de mayo de 1890 |                                                     |                                      |
|          | Francisco Ramírez                  | XV                                            | 16 de septiembre de 1890 - 31 de mayo de 1892       |                                      |
| XVI      | Francisco Ramírez                  | 16 de septiembre de 1892 - 31 de mayo de 1894 |                                                     |                                      |
| XVII     | Francisco Ramírez                  | 16 de septiembre de 1894 - 31 de mayo de 1896 |                                                     |                                      |
| XVIII    | Francisco Ramírez                  | 16 de septiembre de 1896 - 31 de mayo de 1898 |                                                     |                                      |
| XIX      | Francisco Ramírez                  | 16 de septiembre de 1898 - 31 de mayo de 1900 |                                                     |                                      |
|          | Manuel Cantú Treviño               | XX                                            | 16 de septiembre de 1900 - 31 de mayo de 1902       |                                      |
|          | Adolfo Zambrano                    | XXI                                           | 16 de septiembre de 1902 - 31 de mayo de 1904       |                                      |
|          | José López Portillo y Rojas        | XXII                                          | 16 de septiembre de 1904 - 31 de mayo de 1906       |                                      |
|          |                                    | XXIII                                         | 16 de septiembre de 1906 - 16 de junio de 1908      |                                      |
|          | Carlos Herrera                     | XXIV                                          | 16 de septiembre de 1908 - 31 de mayo de 1910       |                                      |
|          | Amador Cárdenas                    | XXV                                           | 16 de septiembre de 1910 - 31 de mayo de 1912       |                                      |
|          | Alfonso Madero                     | XXVI                                          | - 1 de octubre de 1913                              |                                      |
|          | Manuel Amaya                       | CC                                            | 1 de diciembre de 1916 - 31 de enero de 1917        |                                      |
|          | Jonás García                       | XXVII                                         | 1 de septiembre de 1917 - 24 de diciembre de 1917   |                                      |
|          | Gregorio Morales Sánchez           | XXVIII                                        | 1 de septiembre de 1918 - 31 de diciembre de 1919   |                                      |
|          | Miguel Martínez Rendón             | XXIX                                          | 1 de septiembre de 1920 - 31 de diciembre de 1921   |                                      |
|          | Miguel Martínez Rendón             | XXX                                           | 1 de septiembre de 1922 - 15 de agosto de 1924      |                                      |
|          | Timoteo R Martínez                 | XXXI                                          | 1 de septiembre de 1924 - 31 de agosto de 1926      |                                      |
|          | Francisco Garza                    | XXXII                                         | 1 de septiembre de 1926 - 31 de agosto de 1928      |                                      |
|          | Antonio de la P Gutiérrez          | XXXIII                                        | 1 de septiembre de 1928 - 31 de agosto de 1930      |                                      |
|          | Plutarco Elías Calles Chacón       | XXXIV                                         | 1 de septiembre de 1930 - 31 de agosto de 1932      | Partido Nacional Revolucionario      |
|          | Jesús Treviño                      | XXXV                                          | 1 de septiembre de 1932 - 31 de agosto de 1934      |                                      |
|          | Nicandro L Tamez                   | XXXVI                                         | 1 de septiembre de 1934 - 31 de agosto de 1937      |                                      |
|          | Manuel Flores                      | XXXVII                                        | 1 de septiembre de 1937 - 30 de agosto de 1940      |                                      |
|          | J Refugio F Rodríguez              | XXXVIII                                       | 1 de septiembre de 1940 - 30 de agosto de 1943      |                                      |
|          | Rodolfo Gaytán                     | XXXIX                                         | 1 de septiembre de 1943 - 31 de agosto de 1946      | Partido de la Revolución Mexicana    |
|          | Antonio L Rodríguez                | XL                                            | 1 de septiembre de 1946 - 31 de agosto de 1949      | Partido Acción Nacional              |
|          | Pablo Quiroga Treviño              | XLI                                           | 1 de septiembre de 1949 - 30 de agosto de 1952      | Partido Revolucionario Institucional |
|          | Caleb Sierra Ramos                 | XLII                                          | 1 de septiembre de 1952 - 31 de agosto de 1955      | Partido Revolucionario Institucional |
|          | Ángel Lozano Elizondo              | XLIII                                         | 1 de septiembre de 1955 - 31 de agosto de 1958      | Partido Revolucionario Institucional |
|          | Leopoldo González Sáenz            | XLIV                                          | 1 de septiembre de 1958 - 31 de agosto de 1961      | Partido Revolucionario Institucional |
|          | Noé Elizondo Martínez              | XLV                                           | 1 de septiembre de 1961 - 31 de agosto de 1964      | Partido Revolucionario Institucional |
|          | Leopoldo González Sáenz            | XLVI                                          | 1 de septiembre de 1964 - 31 de agosto de 1967      | Partido Revolucionario Institucional |
|          | Pedro F. Quintanilla Coffin        | XLVII                                         | 1 de septiembre de 1967 - 31 de agosto de 1970      | Partido Revolucionario Institucional |
|          | Santiago Roel García               | XLVIII                                        | 1 de septiembre de 1970 - 31 de agosto de 1973      | Partido Revolucionario Institucional |
|          | Margarita García Flores            | XLIX                                          | 1 de septiembre de 1973 - 31 de agosto de 1976      | Partido Revolucionario Institucional |
|          | Carlota Vargas Garza               | L                                             | 1 de septiembre de 1976 - 31 de agosto de 1979      | Partido Revolucionario Institucional |
|          | Fernando de Jesús Canales Clariond | LI                                            | 1 de septiembre de 1979 - 31 de agosto de 1982      | Partido Acción Nacional              |
|          | Alberto Santos de Hoyos            | LII                                           | 1 de septiembre de 1982 - 31 de agosto de 1985      | Partido Revolucionario Institucional |
|          | Javier Lobo Morales                | LIII                                          | 1 de septiembre de 1985 - 31 de agosto de 1988      | Partido Revolucionario Institucional |
|          | Benjamín Clariond Reyes - Retana   | LIV                                           | 1 de septiembre de 1988 - 31 de agosto de 1991      | Partido Revolucionario Institucional |
|          | José Rodolfo Treviño Salinas       | LV                                            | 1 de septiembre de 1991 - 31 de agosto de 1994      | Partido Revolucionario Institucional |
|          | José Natividad González Parás      | LVI                                           | 1 de septiembre de 1994 - 31 de agosto de 1997      | Partido Revolucionario Institucional |
|          | Pedro Morales Somohano             | LVI                                           | 1 de septiembre de 1994 - 31 de agosto de 1997      | Partido Revolucionario Institucional |
|          | Trinidad Escobedo Aguilar          | LVII                                          | 1 de septiembre de 1997 - 31 de agosto de 2000      | Partido Acción Nacional              |
|          | Celita Alamilla Padrón             | LVIII                                         | 1 de septiembre de 2000 - 31 de agosto de 2003      | Partido Acción Nacional              |
|          | Juan Carlos Pérez Góngora          | LIX                                           | 1 de septiembre de 2003 - 31 de agosto de 2006      | Partido Revolucionario Institucional |
|          | Martha García Müller               | LX                                            | 1 de septiembre de 2006 - 31 de agosto de 2009      | Partido Acción Nacional              |
|          | Victor Balderas Vaquera            | LXI                                           | 1 de septiembre de 2009 - 31 de agosto de 2012      | Partido Acción Nacional              |
|          | Homero Niño de Rivera Vela         | LXII                                          | 1 de septiembre de 2012 - 30 de noviembre de 2015   | Partido Acción Nacional              |
|          | Ximena Tamariz García              | LXIII                                         | 1 de septiembre de 2015 - 30 de noviembre de 2018   | Partido Acción Nacional              |
|          | Hernán Salinas Wolberg             | LXIV                                          | 1 de septiembre de 2018 - 30 de noviembre de 2021   | Partido Acción Nacional              |
|          | Héctor Castillo Olivares           | LXV                                           | 1 de septiembre de 2021 - 31 de agosto de 2024      | Partido Acción Nacional              |
|          | Carlos García Astorga              | LXV                                           | 1 de septiembre de 2021 - 31 de agosto de 2024      | Partido Acción Nacional              |
|          | Homero Niño de Rivera Vela         | LXVI                                          | 1 de septiembre de 2024 -                           | Partido Acción Nacional              |

## Resultados electorales recientes

### Diputado federal
|  | 58.14 % |

|  | 14.23 % |

|  | 10.67 % |

|  | 10.30 % |

|  | 1.26 % |

|  | 1.15 % |

|  | 0.64 % |

|  | 0.53 % |

|  | 0.52 % |

|  | 0.31 % |

|  | 2.19 % |

|  | 100 % |

|  | 45.59 % |

|  | 19.49 % |

|  | 12.72 % |

|  | 10.66 % |

|  | 3.75 % |

|  | 3.61 % |

|  | 0.72 % |

|  | 3.45 % |

|  | 100.0 % |

|  | 43.85 % |

|  | 21.10 % |

|  | 16.85 % |

|  | 4.49 % |

|  | 4.14 % |

|  | 2.71 % |

|  | 2.26 % |

|  | 1.80 % |

|  | 2.80 % |

|  | 100.0 % |

### Presidente de la República
|  | 46.83 % |

|  | 26.95 % |

|  | 15.36 % |

|  | 8.58 % |

|  | 2.00 % |

|  | 100.0 % |

### Senadores de la República
|  | 34.33 % |

|  | 27.57 % |

|  | 18.58 % |

|  | 8.44 % |

|  | 3.58 % |

|  | 2.51 % |

|  | 1.81 % |

|  | 0.50 % |

|  | 2.68 % |

|  | 100.0 % |